# Розсошин
Розсошин — річка в Україні у Онуфріївському районі Кіровоградської області. Права притока річки Омельника (басейн Дніпра).

## Опис
Довжина річки приблизно 4,96 км, найкоротша відстань між витоком і гирлом — 4,30 км, коефіцієнт звивистості річки — 1,15. Формується декількома струмками та загатами. На деяких ділянках річка пересихає.

## Розташування
Бере початок на північно-східній стороні від села Вишнівці. Спочатку тече на північний схід, далі тече на північний захід і у селищі Онуфріївка впадає в річку Омельник, праву притоку річки Дніпра.

## Цікаві факти
- На річці існує водокачка та птахо-тваринна ферма (ПТФ)[2].